# Tetraopidion tetraophtalmum
Tetraopidion tetraophtalmum là một loài bọ cánh cứng trong họ Cerambycidae.